# Sophie Jacoba Wilhelmina Grothe
Sophie Jacoba Wilhelmina Grothe (Zeist, 11 juli 1852 - aldaar, 1 juli 1926) was een Nederlandse schilderes.

## Leven en werk
Grothe, lid van de familie Grothe, werd geboren op de buitenplaats Nijenheim, als dochter van Jacob Theodoor Grothe (1822-1894), gemeenteraadslid van Zeist, en Johanna Louisa Antoinetta barones Taets van Amerongen (1821-1860).
Ze trouwde in 1895 in haar woonplaats Hilversum met de kunstschilder Hendrik Willebrord Jansen (1855-1908), die haar les gaf. In 1899 won ze een onderscheiding bij de Parijse salon. Grothe was lid van Arti et Amicitiae. Ze aquarelleerde onder meer interieurs, stadsgezichten en stillevens.
Het echtpaar Jansen-Grothe woonde aan de Jacob van Lennepkade 55 in Amsterdam. In 1903 werd de schilderes daar in haar atelier vastgelegd door fotograaf Sigmund Löw voor zijn serie kunstenaarsportretten. In 1907 verhuisde het echtpaar naar Zeist, waar ze villa Sandhoef lieten bouwen.
Grothe overleed in 1926, een paar dagen voor haar vierenzeventigste verjaardag.